# 客兰河
客兰河，位于中国广西壮族自治区西南部，是左江右岸支流，发源于扶绥县柳桥镇东南四方岭咘诺山，西北流进入客兰水库，出库后沿着崇左市江州区与扶绥县边界北流，至扶绥县渠旧镇平塘村西北汇入左江。干流长58.7千米，流域面积810平方千米。